# Ceratozetes
Ceratozetes är ett släkte av kvalster som beskrevs av Berlese 1908. Ceratozetes ingår i familjen Ceratozetidae.

## Dottertaxa tillCeratozetes, i alfabetisk ordning[1][2]
- Ceratozetes ambiguus
- Ceratozetes angustus
- Ceratozetes antarcticus
- Ceratozetes armatus
- Ceratozetes bicornis
- Ceratozetes borealis
- Ceratozetes campestris
- Ceratozetes catarinensis
- Ceratozetes clypeatus
- Ceratozetes colchica
- Ceratozetes conjunctus
- Ceratozetes cuspidatus
- Ceratozetes enodis
- Ceratozetes figuratus
- Ceratozetes gaussi
- Ceratozetes gemmula
- Ceratozetes gracilis
- Ceratozetes guadarramicus
- Ceratozetes hamobatoides
- Ceratozetes insignis
- Ceratozetes intermedius
- Ceratozetes inupiaq
- Ceratozetes kananaskis
- Ceratozetes kutchin
- Ceratozetes lagrecai
- Ceratozetes laticuspidatus
- Ceratozetes longispina
- Ceratozetes longocuspidatus
- Ceratozetes macromediocris
- Ceratozetes mediocris
- Ceratozetes microsetosus
- Ceratozetes minimus
- Ceratozetes minutissimus
- Ceratozetes monticola
- Ceratozetes nanus
- Ceratozetes nasutus
- Ceratozetes neonomintus
- Ceratozetes nigrisetosus
- Ceratozetes oresbios
- Ceratozetes ovidianus
- Ceratozetes pacificus
- Ceratozetes paritractus
- Ceratozetes parvulus
- Ceratozetes peritus
- Ceratozetes petrovi
- Ceratozetes platyrhinoides
- Ceratozetes platyrhinus
- Ceratozetes problematicus
- Ceratozetes processus
- Ceratozetes psammophilus
- Ceratozetes rostroserratus
- Ceratozetes rostroundulatus
- Ceratozetes simulator
- Ceratozetes spitsbergensis
- Ceratozetes striatus
- Ceratozetes subaquila
- Ceratozetes subinconspicuus
- Ceratozetes undulatus
- Ceratozetes watertonensis
- Ceratozetes virginicus
- Ceratozetes volgini
- Ceratozetes xinjiangensis
- Ceratozetes zeteki